# Украинский (Тульская область)
 Украинский — посёлок  в Тульской области России. С точки зрения административно-территориального устройства входит в Ботнинский сельский округ, Алексинский район. В плане местного самоуправления входит в состав муниципального образования город Алексин.

## География
Посёлок находится в северо-западной части региона, в пределах северо-восточного склона Среднерусской возвышенности, в подзоне широколиственных лесов, на реке Выпрейка.

### Климат
Климат на территории посёлка Украинский, как и во всём районе, характеризуется как умеренно континентальный, с ярко выраженными сезонами года. Средняя температура воздуха летнего периода — 16 — 20 °C (абсолютный максимум — 38 °С); зимнего периода — −5 — −12 °C (абсолютный минимум — −46 °С).
Снежный покров держится в среднем 130—145 дней в году.
Среднегодовое количество осадков — 650—730 мм.

## История
Исторически — Лаврино, Горки, Горские Выселки в составе Алексинского уезда. Селение входило в состав церковного прихода в с. Гатницы.
После революции — хутор Сухотино-Украинские, после 2-й мировой войны — Украинский.

## Население
| 2010 |
| ---- |
| 7    |

Согласно результатам переписи 2002 года, в национальной структуре населения русские составляли 76 % из 25 чел.. Проживали 4 мужчины и 14 женщин.

## Транспорт
Просёлочные дороги.